# براودلندز (ویرجینیا)
براودلندز (به انگلیسی: Broadlands) یک منطقهٔ مسکونی در ایالات متحده آمریکا است که در شهرستان لادن، ویرجینیا واقع شده‌است.